# بيني فراي
بيني فراي (بالإنجليزية: Benny Frey)‏ هو لاعب كرة قاعدة أمريكي، ولد في 6 أبريل 1906 في دكستر في الولايات المتحدة، وتوفي في 1 نوفمبر 1937 في بلدة سبرينغ أربور في الولايات المتحدة بسبب تسمم بأحادي أكسيد الكربون.